# 9481 Менчу
9481 Менчу (9481 Menchú) — астероїд головного поясу, відкритий 24 вересня 1960 року.
Тіссеранів параметр щодо Юпітера — 3,594.